# Vestre Slidre
Vestre Slidre est une kommune de Norvège. Elle est située dans le comté d'Innlandet.

## Personnalité
- Ivar Fosheim (1863-1944), explorateur, y est né.